# Глядковка
 Глядковка — село в Татищевском районе Саратовской области в составе сельского поселения Идолгское муниципальное образование.

## География
Находится на расстоянии примерно 12 километров по прямой на северо-запад от районного центра поселка Татищево.

## История
Село основано в 1725 году.

## Население
Постоянное население составляло 18 человека в 2002 году (русские 89%) , 9 в 2010.